# Église Saint-Loup de la Villotte
Pour les articles homonymes, voir Église Saint-Loup.
L'église Saint-Loup de la Villotte est une église située à Villiers-Saint-Benoît, dans le département français de l'Yonne, en France.

## Historique
L'édifice est inscrit au titre des monuments historiques en 1997.